# NGC 3981
NGC 3981 is een balkspiraalstelsel in het sterrenbeeld Beker. Het hemelobject werd op 7 februari 1785 ontdekt door de Duits-Britse astronoom William Herschel.

## Synoniemen
- ESO 572-20
- MCG -3-31-1
- UGCA 255
- Arp 289
- VV 8
- IRAS 11535-1937
- PGC 37496